# Haroldius ennearthrus
Haroldius ennearthrus là một loài bọ cánh cứng trong họ Bọ hung (Scarabaeidae).